# Charles Blargnies
Charles Blargnies (Bergen, 27 december 1793 - Elsene, 3 september 1866) was lid van het Belgisch Nationaal Congres, volksvertegenwoordiger en magistraat.

## Levensloop
Blargnies was de zoon van de pruikenmaker en haarkapper Alexandre Blargnies en Françoise Clump. Zelf trouwde hij met Angélique de Francquen (1788-1878).
Als achttienjarige werd hij leraar aan het college van Aat (1811-1815). Hij ging vervolgens rechten studeren, eerst in de École de Droit van de Université impériale te Brussel en behaalde in 1818 in de nieuw opgerichte Rijksuniversiteit Leuven zijn diploma van doctor in de rechten. Van 1818 tot 1830 was hij advocaat bij de balies van Bergen en vervolgens van Brussel, waar hij lid van de tuchtraad werd.
Blargnies werd een van de actievoerders tegen het veralgemeend gebruik van het Nederlands voor de rechtbanken. In juni 1829 behoorde hij tot de groep van 92 Brusselse advocaten die hierover een petitie stuurden naar de koning. Hij richtte zich hierover ook persoonlijk tot Willem I. Begin 1830 was hij de advocaat van Jean-François Tielemans die, samen met Louis de Potter, in een ophefmakend politiek proces werd gevonnist.
Toen de revolutie aanbrak werd hij lid van de 'Commissie voor Justitie' (embryo van ministerie van Justitie, geleid door Alexandre Gendebien en Eugène Defacqz) en van de 'Commissie voor de Grondwet', beide door het Voorlopig Bewind opgericht.
Door het arrondissement Bergen werd hij verkozen tot lid van het Nationaal Congres, waar hij bij de liberale vertegenwoordigers werd gerekend. In eerste instantie behoorde hij tot degenen die de kroon aan koning Lodewijk Filips I van Frankrijk wilden aanbieden. Toen dit niet lukte was hij voorstander van de hertog van Nemours. In een volgende fase bleef hij tegenstander van de keuze voor Leopold van Saksen-Coburg, omdat dit impliceerde dat men het door de Mogendheden opgelegde Verdrag der XVIII artikelen moest aanvaarden. Hij stemde dan ook, met een dozijn anderen, voor Surlet de Chokier als koning en de maand daarop tegen de XVIII artikelen.
In augustus 1831 werd hij tot liberaal volksvertegenwoordiger verkozen en stelde zich onmiddellijk op in de oppositie om de regering de rampzalige Tiendaagse Veldtocht te verwijten. Hij maakte deel uit van de parlementaire commissie die deze kwestie onderzocht, maar verdween al in maart 1832 om gezondheidsredenen uit het parlement.
In april 1836 stuurde het arrondissement Bergen hem opnieuw naar het parlement, maar in november nam hij al ontslag, nadat hij tot raadsheer was benoemd bij het hof van beroep in Brussel. Hij onderscheidde er zich als goede kenner van het mijnrecht. In 1857 ging hij met emeritaat op grond van een wankele gezondheid.